# Valéria Kumizaki
Valéria Kumizaki (Presidente Prudente, 15 de abril, 1985) é uma carateca brasileira. e 3º Sgt do Exército.

## Trajetória esportiva
Em 2007 foi medalha de prata nos Jogos Pan-Americanos do Rio. Quatro anos depois nos Jogos Pan-Americanos de Guadalajara,na categoria até 55 kg, perdeu para a estadunidense Nishi Shannon e foi medalha de bronze.
Em 2010 tornou-se vice-campeã mundial na categoria até 55kg no 7º Campeonato Mundial Universitário de Karatê, em Podgorica, Montenegro.
No Circuito Internacional da Federação Mundial de Karatê de 2014, em Jakarta, na Indonésia, conquistou medalha de ouro na categoria -61kg.
Na 29ª edição do Pan-Americano de Caratê Sênior, em Toronto, no Canadá, em 2015, foi medalha de ouro na categoria kumitê coletivo e medalha de bronze no individual.
Nos Jogos Pan-Americanos de 2015 venceu a canadense Kate Campbell na categoria feminina até 55kg, conquistando a medalha de ouro.
Em Lima, nos Jogos Pan-Americanos de 2019 venceu a canadense Kathryn Campbell na categoria feminina até 55kg, conquistando novamente a medalha de ouro.